# Északi összetett az 1988. évi téli olimpiai játékokon
Az 1988. évi téli olimpiai játékokon az északi összetett versenyszámait február 23. és 28. között rendezték meg Calgaryban. Új versenyszámmal bővült a program, a csapatversennyel.

## Részt vevő nemzetek
A versenyeken 13 nemzet 44 sportolója vett részt.
- Ausztria (AUT) (4)
- Csehszlovákia (TCH) (4)
- Egyesült Államok (USA) (4)
- Finnország (FIN) (4)
- Franciaország (FRA) (4)
- Japán (JPN) (3)
- Kanada (CAN) (1)
- Lengyelország (POL) (1)
- NDK (GDR) (3)
- NSZK (FRG) (4)
- Norvégia (NOR) (4)
- Svájc (SUI) (4)
- Szovjetunió (URS) (4)

## Éremtáblázat
(Az egyes számoszlopok legmagasabb értéke, vagy értékei vastagítással kiemelve.)
| Az 1988. évi téli olimpiai játékok éremtáblázata északi összetettben | Az 1988. évi téli olimpiai játékok éremtáblázata északi összetettben | Az 1988. évi téli olimpiai játékok éremtáblázata északi összetettben | Az 1988. évi téli olimpiai játékok éremtáblázata északi összetettben | Az 1988. évi téli olimpiai játékok éremtáblázata északi összetettben | Olimpia  |
| -------------------------------------------------------------------- | -------------------------------------------------------------------- | -------------------------------------------------------------------- | -------------------------------------------------------------------- | -------------------------------------------------------------------- | -------- |
|                                                                      | Ország                                                               | Arany                                                                | Ezüst                                                                | Bronz                                                                | Összesen |
| 1.                                                                   | Svájc (SUI)                                                          | 1                                                                    | 1                                                                    | 0                                                                    | 2        |
| 2.                                                                   | NSZK (FRG)                                                           | 1                                                                    | 0                                                                    | 0                                                                    | 1        |
|                                                                      |                                                                      |                                                                      |                                                                      |                                                                      |          |
| 3.                                                                   | Ausztria (AUT)                                                       | 0                                                                    | 1                                                                    | 1                                                                    | 2        |
|                                                                      |                                                                      |                                                                      |                                                                      |                                                                      |          |
| 4.                                                                   | Szovjetunió (URS)                                                    | 0                                                                    | 0                                                                    | 1                                                                    | 1        |
|                                                                      |                                                                      |                                                                      |                                                                      |                                                                      |          |
| Összesen                                                             | Összesen                                                             | 2                                                                    | 2                                                                    | 2                                                                    | 6        |

## Érmesek
| Az 1988. évi téli olimpiai játékok érmesei északi összetettben |                                                               |           |                                                                 |           |                                                                          |           |
| Versenyszám                                                    | Arany                                                         | Arany     | Ezüst                                                           | Ezüst     | Bronz                                                                    | Bronz     |
| Egyéni                                                         | Hippolyt Kempf · Svájc (SUI)                                  | 39:27,5   | Klaus Sulzenbacher · Ausztria (AUT)                             | 39:46,5   | Allar Levandi · Szovjetunió (URS)                                        | 40:31,8   |
| Csapat                                                         | NSZK (FRG) · Thomas Müller · Hans-Peter Pohl · Hubert Schwarz | 1:20:46,0 | Svájc (SUI) · Fredy Glanzmann · Hippolyt Kempf · Andreas Schaad | 1:20:49,4 | Ausztria (AUT) · Hansjörg Aschenwald · Günther Csar · Klaus Sulzenbacher | 1:21:16,9 |